# 13475 Orestes
13475 Orestes è un asteroide troiano di Giove del campo greco. Scoperto nel 1973, presenta un'orbita caratterizzata da un semiasse maggiore pari a 5,1774366 UA e da un'eccentricità di 0,0733185, inclinata di 7,94012° rispetto all'eclittica.
L'asteroide è dedicato a Oreste, figlio di Agamennone.